# Vogue (dança)

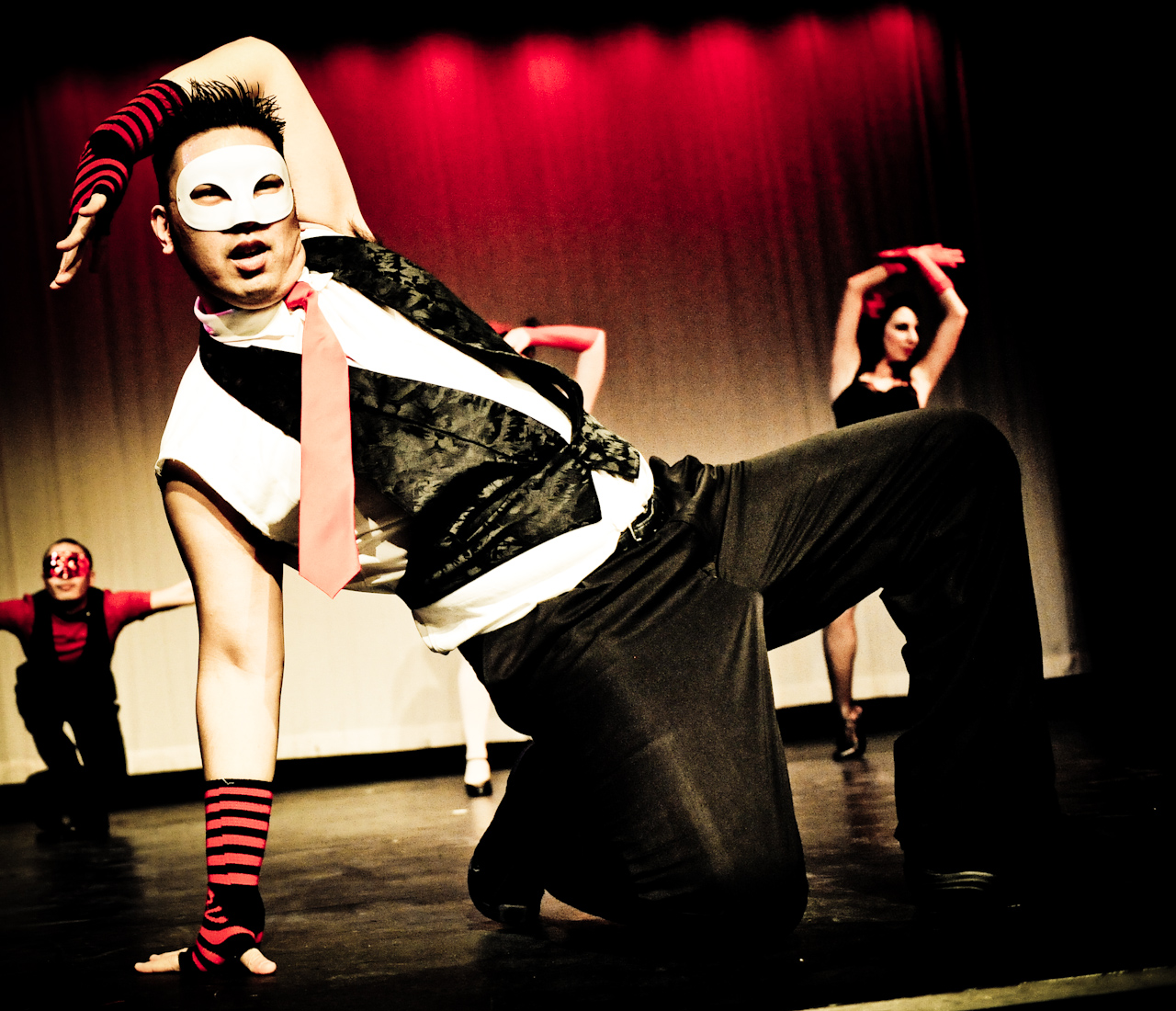
Dança Vogue.

Vogue ou Voguing é uma dança moderna altamente estilizada que se caracteriza por posições típicas de modelos com movimentos corporais definidos por linhas e poses. Originalmente popularizada na década de 1980 graças as festas chamadas Ballrooms ou Balls e clubes gays do centro dos Estados Unidos, ganhou fama quando foi apresentada pela cantora Madonna em 1990 em canção de mesmo nome. Também graças ao documentário Paris Is Burning (Que ganhou o Prêmio do Júri no festival de Sundance em 1991). Mais recentemente, a dança aparece na série Pose (Netflix) e no reality show competitivo Legendary (HBO Max).

## História
Inspirado pela revista Vogue, o voguing é caracterizado por poses semelhantes a das modelos integradas com movimentos angulares e lineares de braços, pernas e tronco. Este estilo de dança surgiu nas festas chamadas "Ballrooms" (bailes) no Harlem, em Nova York, por afro-americanos no início dos anos 1960 . Originalmente chamada de "apresentação" e mais tarde "performance", ao longo dos anos, a dança evoluiu para uma formato mais complexo e ilusório que então passou a ser chamada de "vogue". O voguing é continuamente desenvolvido como uma forma de dança estabelecida que é praticada na cena gay em festas e clubes de grandes cidades em todo os Estados Unidos, mas principalmente em Nova York .
Competições formais ocorreram em forma de festas chamadas "Ballrooms" ou "Balls" sediadas por "Houses" (casas), coletivos de dançarinos LGBT e artistas performers. Algumas casas lendárias incluem a House of Garcon, a House of Icon, a House of Khanh, a House of Evisu, a House of Karan, a House of Mizrahi, a House of Xtravaganza, a House of Ebony, a House of Revlon, a House of Prodigy, a House of Escada, a House of Omni, a House of Princess, a House of Aviance, a House of Legacy, a House of Milan, a House of Infiniti, a House of Pend'avis, a House of LaBeija, a House of McQueen, a House of Ninja, a House of Suarez e a  House of Andromeda, entre outras ("Lengendary", nos termos das balls, refere-se a uma casa que "serve", isto é, desfilando ou competindo, por vinte anos ou mais). A House of Ninja foi fundada por Willi Ninja. Também a House of Machos e a House of Shiva (México), que é considerado o padrinho do voguing. Os membros de uma house são chamados de "filhos". Às vezes os "filhos" mudam legalmente seu sobrenome para mostrar sua filiação com a casa a que pertencem.

## Estilos
Atualmente, existem três estilos distintos de vogue: Old Way (pré- 1990); New Way (pós- 1990); e Vogue Fem ou Femme (aprox. 1995). Embora Vogue Fem tenha sido usado na cena da dança, por volta dos anos 60, como uma expressão para um estilo de voguing abertamente efeminado; ele só passou a ser um estilo reconhecido de voguing em meados dos anos 90. Outros estilos de voguing incluem hands gestures e dramatics, embora eles também são referidos como parte do Vogue Fem .
Nota-se que os termos "Old Way" (maneira antiga) e "New Way" (maneira nova) são geracionais. As gerações anteriores chamavam o estilo de voguing da geração antes deles praticado "Old Way Voguers", portanto, reutilizam esses termos para se referir às mudanças evolutivas da dança que são observáveis a, aproximadamente, cada dez anos. Daqui a dez anos o "New Way" de hoje provavelmente será considerado como "Old Way" .

### Old Way
Old Way é caracterizado pela formação de linhas, simetria, e precisão na execução de formas com ações fluidas e elegantes. Soldados, Hieróglifos egípcios e poses de moda servem como inspirações para o Old Way Voguing. Na sua forma mais pura e histórica, o Old Way Vogue é um duelo entre dois rivais. Tradicionalmente, as regras ditam que um rival deve "pin" (prender) o outro para ganhar a competição. "Pin" envolve a captura de um adversário para que ele ou ela não possa executar qualquer movimento enquanto o adversário, ainda esteja se movimentando (geralmente executando movimentos com as mãos e braços que são chamados de "hand performance"), enquanto o adversário "preso" contra o chão poderia se utilizar dos "floor exercises" (exercícios de chão) ou contra uma parede, se utilizando de outros elementos.

### New Way
O Vogue New Way é caracterizado por movimentos rígidos juntamente com "clicks" (contorções dos membros nas articulações ), "arms control" (controle de braços), "hand ilusions" e "wrist illusions" (ilusões de mãos e punhos), que às vezes incluem Tutting e Locking. O New Way também pode ser descrito como uma forma modificada de mímica em que formas geométricas imaginárias, como uma caixa por exemplo, são introduzidas durante o movimento e mudam-se progressivamente ao redor do corpo para mostrar destreza e memória do bailarino. O New Way também envolve uma flexibilidade incrível.

### Vogue Femme
O Vogue Femme ("Femme " é derivado da palavra femme em francês, que significa "mulher") é a fluidez em sua forma mais extrema, com movimentos femininos exagerados influenciados pelo ballet, jazz, dança moderna e principalmente pela corporalidade das travestis. Estilos do Vogue Femme vão do Dramatics (que enfatiza acrobacias, truques e velocidade) para o Soft (que enfatiza um, bonito, cunt, gracioso fluxo de fáceis transições entre os cinco elementos).
Há cinco elementos do Vogue Femme: "hands performance" (performance de mãos), "catwalk" (andar do gato), "duckwalk", (andar do pato) o "floor performance" (performance no chão), e "dips" (mergulhos), embora algumas performances podem contar "spins" (giros) como um dos elementos, em batalhas de Voguing profissionais e performances, o bailarino é julgado baseado nos cinco elementos originais do Vogue. Ao competir em uma batalha de Vogue Femme, os concorrentes devem apresentar todos os cinco elementos em uma forma fashion e criativa.
A "Hands Performance" refere-se aos e movimentos e ilusões criadas pelos braços, pulsos, mãos e dedos.
O "Catwalk" é o desfile um pouco mais vertical, imitando  andar quase agachado de um gato, de uma forma fashion e linear com um toque de "sashaying".
O "Duckwalk" refere-se ao movimento de andar agachado, chutando os pés, que exigem grande equilíbrio nas pontas dos pés.
O "Floor Performance" refere-se aos movimentos feitos no chão, usando principalmente as pernas, joelhos e costas.
O "Dip" é o aspecto mais representativo do Vogue Femme e, ao mesmo tempo, um dos mais difíceis de ser realizado, podendo causar lesões na articulação do joelho devido à posição dessa articulação ao concluir o movimento. Os "Dips Dramatics" são executados pelo levantamento de uma perna enquanto dobrando a outra (geralmente se equilibrando na ponta do pé), em rápida sucessão, diminui seu corpo ao chão com apoio mínimo para exibir sua força nas pernas (o performer começa o movimento em pé). Já os "Soft Dips" são essencialmente divididos, geralmente é executado após um "spin" ou um "duck walk", e raramente é visto ou executado em pé.
O "Dip" é quase sempre apoiado com um ou ambos os braços para suavizar a queda do bailarino.

## Cenas regionais e internacionais
Hoje, a cena das "Ballrooms" evoluiu para uma dança desportiva underground nacional com grandes "Balls" sendo realizadas em diferentes cidades nos EUA. Nova Iorque continua a sendo a meca das grandes "Balls, bem como do estilo de dança, mas as "capitais" do Voguing existem como: Chicago e Detroit para o Centro-Oeste. Atlanta, Charlotte, Dallas e Miami para o Sul. Los Angeles e Las Vegas para a Costa Oeste. Baltimore, DC, Connecticut, Filadélfia, Pittsburgh e Virginia para a Costa Leste.
A cultura das Ballrooms e do Voguing também ganhou o reconhecimento em outros países onde eles praticam a dança e sediam suas próprias "Balls". Países como Brasil, Argentina, Chile, Finlândia, Japão, Rússia, Alemanha, França e Canadá estão entre os poucos recém-chegados na era do Voguing.

## Atualidades
Muitos artistas, têm usado o Vogue como parte de suas performances. A cantora britânica FKA Twigs e a sueca Hanna Lindblad extensivamente apresentam o Voguing em seus clipes e performances ao vivo.
A bailarina transgénero do grupo de dança de Vogue Evolution, Leiomy Maldonado, é responsável por criar e popularizar seu passo de voguing, chamado "Leiomy Lolly". O "Leiomy Lolly" é destaque em vídeos como Britney Spears - "If U Seek Amy" , no clipe de Beyoncé e Lady Gaga - "Video Phone", e em uma rotina do jogo de videogame Dance Central para a canção "Lapdance ". Leiomy pode ser vista no clipe da cantora Willow Smith - "Whip My Hair".
Vários clipes mostram rapidamente o Dip por exemplo: Lil Mama e Chris Brown -"Shawty Get Loose", vídeo de Chris Brown - "Kiss Kiss " , vídeo de Christina Milian para "Dip It Low", o vídeo de Beyoncé para "Get Me Bodied ", Michael Jackson - "Remember The Time" e Kat DeLuna para "Drop It Low".
O Voguing também fez aparições no cinema, na televisão e nas mídias digitais. A cena baile de máscaras na adaptação cinematográfica de O Fantasma da Ópera (2004) apresenta o estilo de dança. Além disso, vídeos e canais do YouTube populares, como BallroomThrowbacks, JackMizrahi e TheLunaShowNY, freqüentemente apresentam performances de Voguing.
Em maio de 2013, o boygroup sul-coreano Shinhwa caracterizou o estilo de dança em sua faixa principal "This Love", do álbum clássico.  No mesmo ano duo sueco synthpop Icona Pop lançou um videoclipe para o single "All Night", que tem um tem inspirado no filme Paris is Burning com direito batalhas de Vogue. O single pode ser encontrada no álbum "This Is ... Icona Pop". A dança também pode ser vista nos clipes de Gorgon City para o single "Go All Night", da cantora francesa Yelle para o single "Complètement fou",  de Snakehips ft. Kaleem Taylor para "Forever (Pt. II)", entre outros.